# شعب دبوان (القفر)
شعب دبوان محلة تابعة لقرية الدمنة، التابعة لعزلة بني مهدى بمديرية القفر إحدى مديريات محافظة إب في الجمهورية اليمنية، بلغ تعداد سكانها 20 حسب تعداد اليمن لعام 2004.